# ملک یمین
ملک یمین (به عربی: مَا مَلَكَتْ أَيْمَانُكُمْ) به معنای «آنچه دست‌هایتان/سوگندهایتان دارا شد» اصطلاحی قرآنی می‌باشد که به بردگان اعم از کنیز و غلام اشاره دارد و قرآن به مالکان آن‌ها جواز آمیزش جنسی نیز داده است. این موضوع بخشی از مبحث برده‌داری در اسلام و منجر به نقد اسلام شده است.

در قرآن واژه‌ای همچون «رَقَبه» صراحتاً به معنای «برده» به کار رفته است اما ملک یمین چنین وضعی ندارد و نظر به همین مسئله، دسته‌ای ملک یمین را کسی می‌دانند که به‌واسطهٔ تنگدستی، پیمانی با توانگری بسته و در قبال تأمین درآمد و سرپناه، خدمتکار و زیردست شده و اختیار خود ازجمله در نکاح و همبستری را به زبردست خویش سپرده بود.

## واژه‌نامهٔ دهخدا
ملک یمین؛ (اصطلاح فقه) به معنی کنیز و غلام چه یمین در لغت به معنی غلبه است و غلام و کنیز از غلبهٔ اسلام می‌آیند… مجازاً غلام و کنیز زرخرید را نیز ملک یمین گویند. (غیاث) (آنندراج). عبد. اَمَة. (یادداشت به خط مرحوم دهخدا).

## ترجمه‌ها
در آیه نمونه ذیل عبارت قرآنی مربوطه را الهی قمشه ای به 'زنانی که متصرف شده‌اید'، انصاریان به 'زنانی که [به سبب جنگ با شوهران کافرشان از راه اسارت] مالک شده‌اید' و فولادوند به 'زنانی که مالک شده‌اید'، آیتی به 'آن‌ها که به تصرف شما درآمده اند' و مکارم شیرازی به 'آنها را که (از راه اسارت) مالک شده‌اید' ترجمه کرده‌اند.
وَالْمُحْصَنَاتُ مِنَ النِّسَاءِ إِلَّا مَا مَلَکَتْ أَیْمَانُکُمْ ۖ کِتَابَ اللَّهِ عَلَیْکُمْ ۚ وَأُحِلَّ لَکُمْ مَا وَرَاءَ ذٰلِکُمْ أَنْ تَبْتَغُوا بِأَمْوَالِکُمْ مُحْصِنِینَ غَیْرَ مُسَافِحِینَ ۚ فَمَا اسْتَمْتَعْتُمْ بِهِ مِنْهُنَّ فَآتُوهُنَّ أُجُورَهُنَّ فَرِیضَةً ۚ وَلَا جُنَاحَ عَلَیْکُمْ فِیمَا تَرَاضَیْتُمْ بِهِ مِنْ بَعْدِ الْفَرِیضَةِ ۚ إِنَّ اللَّهَ کَانَ عَلِیمًا حَکِیمًا (نساء، ۲۴)
و [ازدواج با] زنان شوهردار [بر شما حرام شده‌است] مگر زنانی که [به سبب جنگ با شوهران کافرشان از راه اسارت] مالک شده‌اید؛ [این احکام] مقرّر شده خدا بر شماست. و زنان دیگر غیر از این [زنانی که حرمت ازدواج با آنان بیان شد] برای شما حلال است، که آنان را با [هزینه کردن] اموالتان [به عنوان ازدواج] بخواهید در حالی که [قصد دارید با آن ازدواج] پاکدامن باشید نه زناکار. و از هر کدام از زنان بهره‌مند شدید، مهریه او را به عنوان واجب مالی بپردازید، و در آنچه پس از تعیین مهریه [نسبت به مدت عقد یا کم یا زیاد کردن مهریه] با یکدیگر توافق کردید بر شما گناهی نیست؛ یقیناً خدا همواره دانا و حکیم است. (انصاریان)

## استفاده قرآنی
اصطلاح ما ملکت ایمانکم و و دیگر اشکالش در ۱۵ عبارت قرآنی به کار رفته‌اند. این اصطلاح متداول‌ترین اصطلاح از میان ۷ عبارت مختلف برای اشاره به بردگان در قرآن است.
به گفته جاناتان بروکوپ، استفاده از عبارت ما ملکت ایمانکم و واژه هم ریشه مملوک (آنچه که ملک کسی شده‌است) روشن می‌کند که بردگان در سخن قرآنی به عنوان ملک یا دارایی در نظر گرفته شده‌اند.

## جواز آمیزش جنسی
در اسلام استمتاع (استفاده جنسی) از زنی که ملک یمین باشد جایز است. سوره مومنون آیه ۶ و سوره معراج آیه ۳۰، هر دو با جمله‌بندی یکسانی، تمایزی بین همسران و بردگان زن ("ما ملکت ایمانکم") مشخص می‌کنند، و در حالی که دارد روشن می‌سازد آمیزش جنسی با هر دو جایز است، می‌گوید "أَزْوَاجِهِمْ أَوْ مَا مَلَکَتْ أَیْمَانُهُمْ". از نقطه نظر شرع اسلامی، خرید بردگان مؤنث برای سکس مشروع بوده‌است، و این متداول‌ترین انگیزه برای خرید بردگان در سرتاسر تاریخ اسلامی بوده‌است.

## کاربرد معاصر
در اواخر ۲۰۱۴ دولت اسلامی عراق و شام 
(داعش) رساله ای در باب رفتار با بردگان مؤنث منتشر کرد، که از نقل قولی قرآنی حاوی عبارت ما ملکت ایمانکم استفاده می‌کند تا استدلال کند که اسلام اجازه سکس با اسیران زن را می‌دهد.
داعش دختران و زنانی را که به اسارت می‌گیرد، کنیز می‌نامد و اجازه فروش آنان و هر گونه بهره‌برداری جنسی از آنان را داده‌است و حتی به کودکان هم رحم نمی‌کند.
گزارش‌های متعددی در مورد آزار جنسی و خرید و فروش زنان و دختران اسیر وجود دارند. به ویژه زنان و دختران پیرو مذهب ایزدی که به جنگجویان گروه هدیه داده شده یا به فروش رسیده‌اند.

## کنیز حربی حوزه علمیه قم
کنیز حربی در فقه اسلامی ریشه در آیات متعددی از قرآن دربارهٔ برده‌داری دارد. از جنجالی‌ترین آیات در این باره آیه ۲۳ و ۲۴ سوره نساء می‌باشد که با در نظر گرفتن مذاهب اسلامی مختلف بسته به اینکه امام مسلمانان چه کسی باشد، حوزه علمیه قم دربارهٔ موضوع نکاح با زنان محارب اسیر شده («کنیز حربی») با اشاره به آیه ۲۴ سوره نساء اینگونه عنوان می‌کند که زن یا مرد، کوچک یا بزرگ در صورتی که علیه نظام اسلامی قیام کرده باشند و تسلیم نشده باشند در صورتی که زنده اسیر شوند امام مسلمانان می‌تواند آنها را در قبال گرفتن فدیه آزاد کند یا اینکه آنها را به بردگی بگیرد و به مالکیت مجاهدان مسلمان درآورد از این رو مجاهد مسلمان به حکم امام خودش می‌تواند با زن محاربی که حتی شوهر داشته باشد نکاح کند.

## شیعه
محمدحسین طباطبایی، عالم شیعه، در مورد کنیز می‌گوید.
یعنی بفرماید زنانی که ازدواج کرده‌اند، یا بگو شوهر دارند، ازدواج با آنها حرام است به استثنای کنیزان که در عین اینکه شوهر دارند ازدواج با آنها حلال است به این معنا که صاحب کنیز که او را شوهر داده می‌تواند بین کنیز و شوهرش حائل شود، و در مدت استبرا نگذارد با شوهرش تماس بگیرد، و آنگاه خودش با او همخوابگی نموده، دوباره به شوهرش تحویل دهد، که سنت هم بر این معنا وارد شده‌است.